# Химер
Химер (грч. ImeroV) је бог страствене чежње, син богиње лепоте и љубави Афродите.

## Митологија
У грчким митовима Химера, само срећемо као Афродитиног помоћника и пратиоца, а многи га називају њеним и Аресовим сином, мада богови који су настали персонификацијом разних људских особина нису имали родитеље. Химеров брат је био Ерос, бог љубави и Антерос бог неузвраћене љубави.
Химер је, заједно са својим братом близанцем Еросом, родила Афродите одмах по рађању из воде, а они су и приказивани како лете око Афродите која се налазила у љуштури од шкољке.